# Bahiatapakul
Bahiatapakul (Eleoscytalopus psychopompus) är en starkt utrotningshotad fågel i familjen tapakuler.

## Utseende och läte
Bahiatapakulen är en kontrastrik 12,5 cm lång fågel. På ovansidan, huvudet och flankerna är den mörkt skiffergrå med blåaktig anstrykning, på övergump och skapularer en kanel- eller rostbrun ton. En vit fläck syns också på tygeln. Undersidan är vit från kinder och strupe till buk, dock med otydlig fjällning på buken, ljust kanelbruna buk- och gumpsidor och blåtonat skiffergrå "lår". Näbben är svartaktig med vitaktig inre del av nedre näbbhalvan. Benen är skära. Arten är mycket lik sin nära släkting vitbröstad tapakul (Eleoscytalopus indigoticus), men saknar dennas tydliga tvärband på flankerna och har blågrått istället för kanelbrunt på "låren".
Lätet består av en fallande men accelererande serie med mycket torra och hårda "tchj", nio per sekund och sammanlagt 27–28 stycken. Även något stigande grodlika "frrrrrrrooww" kan höras. Varningslätet består av en mörk och kort ton.

## Utbredning och status
Arten förekommer i kustnära låglänta områden i östra Brasilien (sydöstra Bahia). IUCN kategoriserar den som starkt hotad.